# Chin (etnia)
I chin sono un'etnia originaria del sudest asiatico, diffusa al confine tra Birmania (Stato Chin e Stato Rakhine), India (Nagaland, Mizoram, Manipur, e Assam), e Bangladesh (Divisione di Chittagong).
Essendo conosciuti anche con i nomi di Kuki (in Assam e in Bangladesh) e Mizo (e in Mizoram), spesso si usa il nome Chin-Kuki-Mizo per indicare complessivamente tutto il gruppo etnico.
Come gli altri popoli tibeto-birmani, i Chin sono originari della Cina, e si sono stabiliti nelle attuali regioni in seguito a diverse migrazioni successive. Arrivarono in Birmania, nella valle del fiume Chindwin, al più tardi nell'VIII secolo. Nell'862 il diplomatico cinese Fan Chuo parla di un regno nella valle del Chindwin, i cui principi sono stati chiamati Shou; questo regno viene considerato una prova della presenza di una popolazione Chin nella regione. Si mossero poi verso ovest, stabilendosi nell'odierno Stato Chin, nel XIV o nel XV secolo.
I Chin sono divisi in sei tribù principali e 63 sotto-tribù distinte, che si differenziano per variazioni dialettali e culturali, ma che hanno in comune la storia, l'origine geografica, le tradizioni, e l'identità etnica.
Il sentimento identitario tra i Chin si è sviluppato con la conquista da parte degli inglesi e la creazione del Raj Britannico: inglobati in uno stato più grande e multi-etnico, i Chin furono costretti a vedere più le somiglianze tra loro che le differenze.
Tradizionalmente i Chin erano animisti; in seguito alla colonizzazione inglese e all'opera dei missionari battisti, i Chin sono però diventati nella stragrande maggioranza (80-90%) cristiani.